# Rumegies
Rumegies é uma comuna francesa na região administrativa de Altos da França, no departamento do Norte. Estende-se por uma área de 7.71 km². Em 2010 a comuna tinha 1 812 habitantes (densidade: 235 hab./km²).